# Cenfo de Wessex
Cenfo (em inglês: Cenfus), falecido em 674 foi por pouco tempo rei de Wessex. Cenfo sucedeu à sua precedente em 674, Rainha Seaxburga, que morreu logo depois. Ele mesmo morreu em 674. Seu sucessor foi Escuíno